# The Open Championship 1877
The Open Championship 1877 var en golfturnering afholdt på Musselburgh Links i Musselburgh, Skotland den 6. april 1877 og arrangeret i fællesskab af Prestwick Golf Club, Royal and Ancient Golf Club of St Andrews og Honourable Company of Edinburgh Golfers. Turneringen var den 17. udgave af The Open Championship, og det var anden gang at Musselburgh Links lagde græs til mesterskabet. 24 spillere, 23 professionelle og 1 amatør, deltog i turneringen, som blev afviklet som en slagspilsturnering over 36 huller.
Mesterskabet blev vundet af Jamie Anderson, som dermed vandt titlen for første gang, med to slags forspring til Bob Pringle. Anderson vandt ligeledes de to efterfølgende udgaver af The Open Championship.

## Resultater
| Plac. | Spillere            | Score (slag) | Score (slag) | Score (slag) | Score (slag) |
| Plac. | Spillere            | 1.runde      | 2.runde      | Total        |              |
| ----- | ------------------- | ------------ | ------------ | ------------ | ------------ |
| 1.    | Jamie Anderson      | 82           | 78           | 160          |              |
| 2.    | Bob Pringle         | 82           | 80           | 162          |              |
| 3.    | William Cosgrove    | 80           | 84           | 164          |              |
| 3.    | Bob Ferguson        | 80           | 84           | 164          |              |
| 5.    | William Brown       | 80           | 86           | 166          |              |
| 5.    | Davie Strath        | 85           | 81           | 166          |              |
| 7.    | Mungo Park          |              |              | 167          |              |
| ?     | A. Brown            |              |              |              |              |
| ?     | Thomas Brown        |              |              |              |              |
| ?     | M. Clayton          |              |              |              |              |
| ?     | R. Cosgrove         |              |              |              |              |
| ?     | William Doleman (a) |              |              |              |              |
| ?     | Willie Dunn, Sr.    |              |              |              |              |
| ?     | John Ferguson       |              |              |              |              |
| ?     | Tom Hood            |              |              |              |              |
| ?     | Bob Kirk            |              |              |              |              |
| ?     | Bob Martin          |              |              |              |              |
| ?     | Tom Morris, Sr.     |              |              |              |              |
| ?     | J.O.F. Morris       |              |              |              |              |
| ?     | Willie Park, Sr.    |              |              |              |              |
| ?     | Peter Paxton        |              |              |              |              |
| ?     | W. Sutherland       |              |              |              |              |
| ?     | William Thomson     |              |              |              |              |
| ?     | H. Wilson           |              |              |              |              |